# Pian dei Cangani
Pian dei Cangani este o arie protejată (arie specială de conservare — SAC, sit de importanță comunitară — SCI) din Italia întinsă pe o suprafață de 41 ha, integral pe uscat.

## Localizare
Centrul sitului Pian dei Cangani este situat la coordonatele 42°21′21″N 11°31′28″E / 42.355833°N 11.524444°E.

## Înființare
Situl Pian dei Cangani a fost declarat sit de importanță comunitară în iunie 1995 pentru a proteja 4 specii de animale. Situl a fost protejat și ca arie specială de conservare în decembrie 2016.

## Biodiversitate
Situată în ecoregiunea mediteraneană, aria protejată conține 6 habitate naturale: Păduri de Quercus ilex și Quercus rotundifolia, Dune cu tufărișuri sclerofile Cisto-Lavenduletalia, Pășuni mediteraneene udate de apa mării (Juncetalia maritimi), Râuri mediteraneene cu debit permanent cu specii de Paspalo-Agrostidion și galerii riverane de Salix și de Populus alba, Dune de coastă cu Juniperus spp., Păduri mixte riverane de Quercus robur, Ulmus laevis și Ulmus minor, Fraxinus excelsior sau Fraxinus angustifolia, de-a lungul marilor râuri (Ulmenion minoris).
La baza desemnării sitului se află mai multe specii protejate:
- păsări (2): egretă mică (Egretta garzetta), stârc de noapte (Nycticorax nycticorax)
- reptile (2): țestoasa de baltă (Emys orbicularis), țestoasă bănățeană (Testudo hermanni)